# Rudolph Lepke’s Kunst-Auctions-Haus

Das 1912 errichtete Gebäude von Rudolph Lepke’s Kunst-Auctions-Haus in der Potsdamer Straße

Rudolph Lepke’s Kunst-Auctions-Haus war ein Berliner Kunsthandels- und Auktionshaus.

## Geschichte

### Gründung und frühe Jahre
Rudolph Lepke (1845–1904) lernte zunächst Buchhändler und begann in den frühen 1860er Jahren als Kunsthändler im 1812 vom Großvater N. L. Lepke gegründeten Familienunternehmen, der Berliner Kunsthandlung Lepke, die nach dem Tod des Großvaters gemeinschaftlich von seinem Vater Louis Eduard Lepke und seinem Onkel Julius Lepke unter der Firma N.L. Lepke fortgeführt wurde. 1869 eröffneten sie den Gemäldesalon Lepke im Haus des Preußischen Ministeriums der geistlichen, Unterrichts- und Medicinal-Angelegenheiten im ehemaligen Palais Cumberland Unter den Linden 4a, Ecke Wilhelmstraße (heute Unter den Linden 71, genutzt vom Deutschen Bundestag). 1885/86, nach dem Tod der Brüder, übernahm Rudolph das nunmehr als Rudolph Lepke’s Kunst-Auctions-Haus firmierende Unternehmen und zog in die Kochstraße 28/29, die Räume Unter den Linden übernahm Eduard Schulte. 1875 erschien Lepkes 100. Katalog, 1884 der 500. und 1895 der 1000. Katalog. Innerhalb der ersten 500 Kataloge – abgerechnet die fast zwölfmonatige Pause während der Kriegszeit 1870/71 – kamen auf drei Jahre immer 100 Kataloge zur Ausgabe, doch wurden außerdem noch einige Versteigerungen ohne Katalog abgehalten, während in späterer Zeit durchschnittlich 50 Katalogauktionen jährlich stattfanden.
Lepke entwickelte sich zu einem der bedeutenden Auktionshäuser Berlins. Sein Spezialgebiet war die Versteigerung ganzer Nachlässe und Stücke der preußischen Geschichte und des Königshauses, womit er einen eigenen Sammlermarkt in Berlin aufbaute.
Lepke war mit Wilhelm von Bode befreundet, der 1887 bei Lepke 1062 Gemälde aus dem Depot der Nationalgalerie zur Deakzession versteigern ließ. Er war lange Jahre hindurch Sachverständiger für Kunstsachen am Königlichen Landgericht I und städtischer Auktionskommissar.

### Besitzerwechsel und Neubau
1900 gab Lepke das Auktionshaus ab. Neue Eigentümer wurden zu je einem Drittel sein langjähriger Mitarbeiter, der Kunsthistoriker und Händler Hans Carl Krüger (* 9. Mai 1870; †5. Juli 1949), sowie die Brüder Adolf Wolffenberg (* 26. Juli 1870; † um 1954) und Gustav Wolffenberg (* 27. Mai 1873;† 1953). Sie führten es unter der bisherigen Firma Rudolph Lepke’s Kunst-Auctions-Haus fort und bauten seine Stellung im Berliner Kunstmarkt noch bedeutend aus.

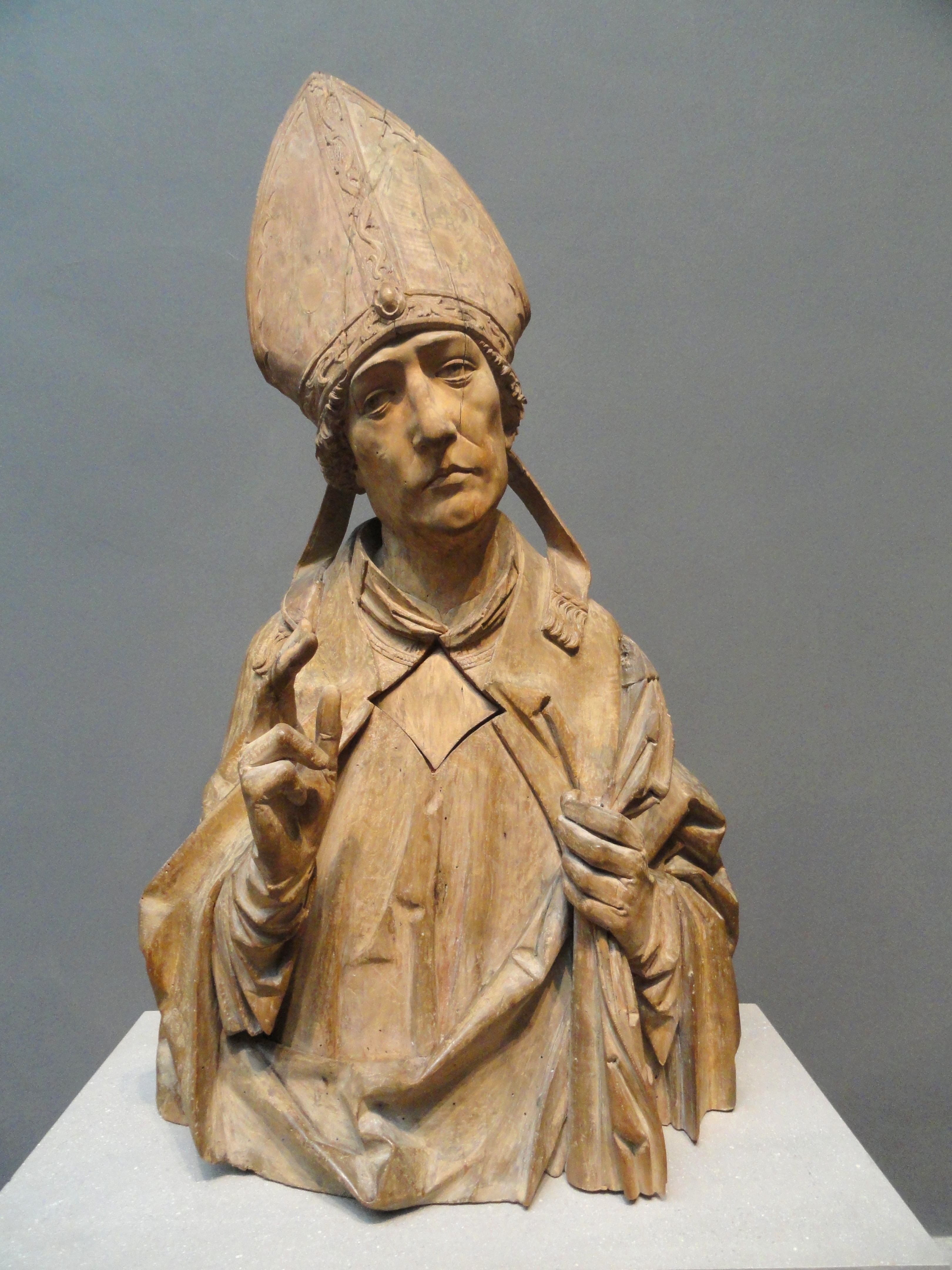
1901: Tilman Riemenschneider: Heiliger Bischof
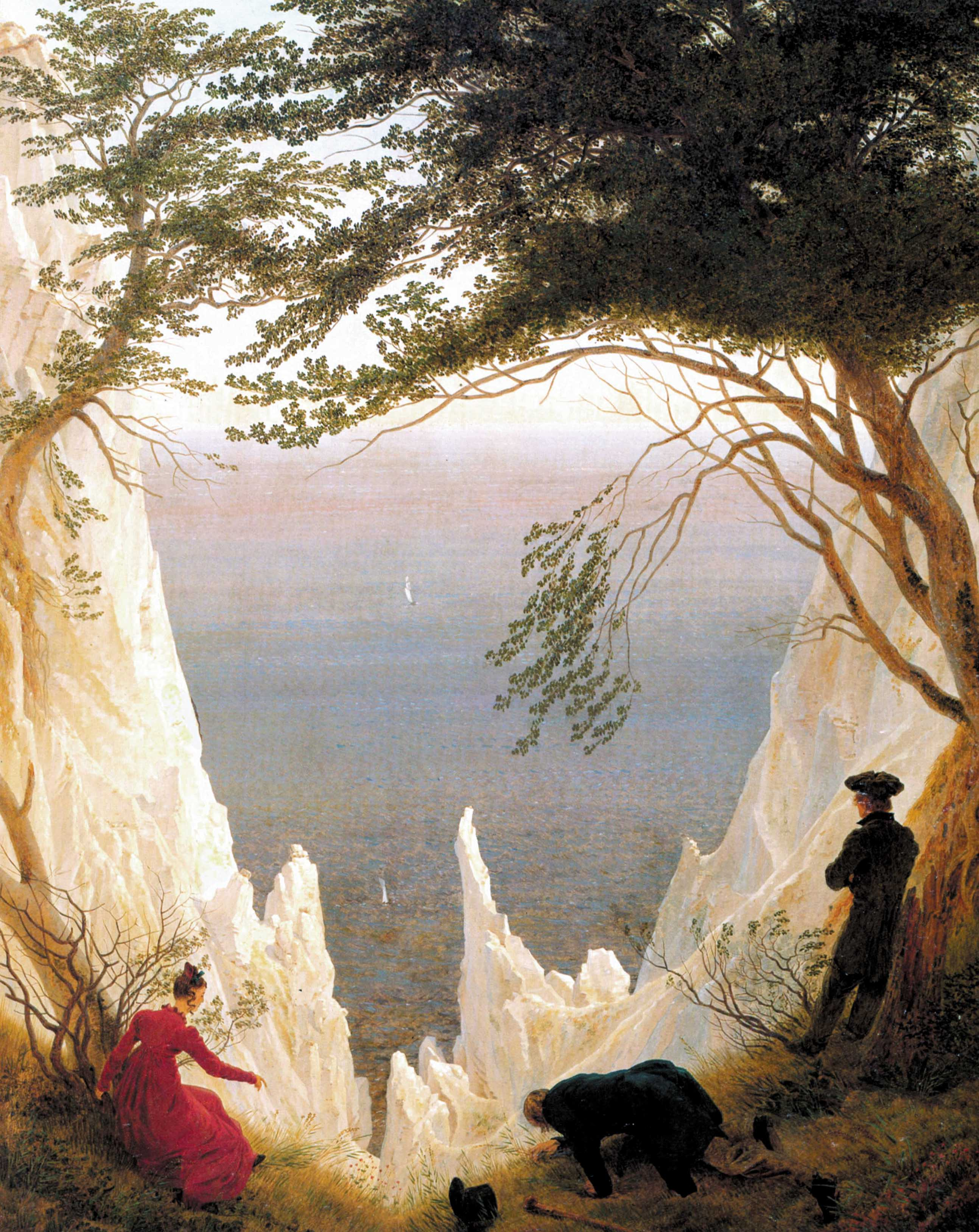
1903: Kreidefelsen auf Rügen wurde als ein Werk von Carl Blechen angeboten[9] und angeblich von Julius Freund erworben
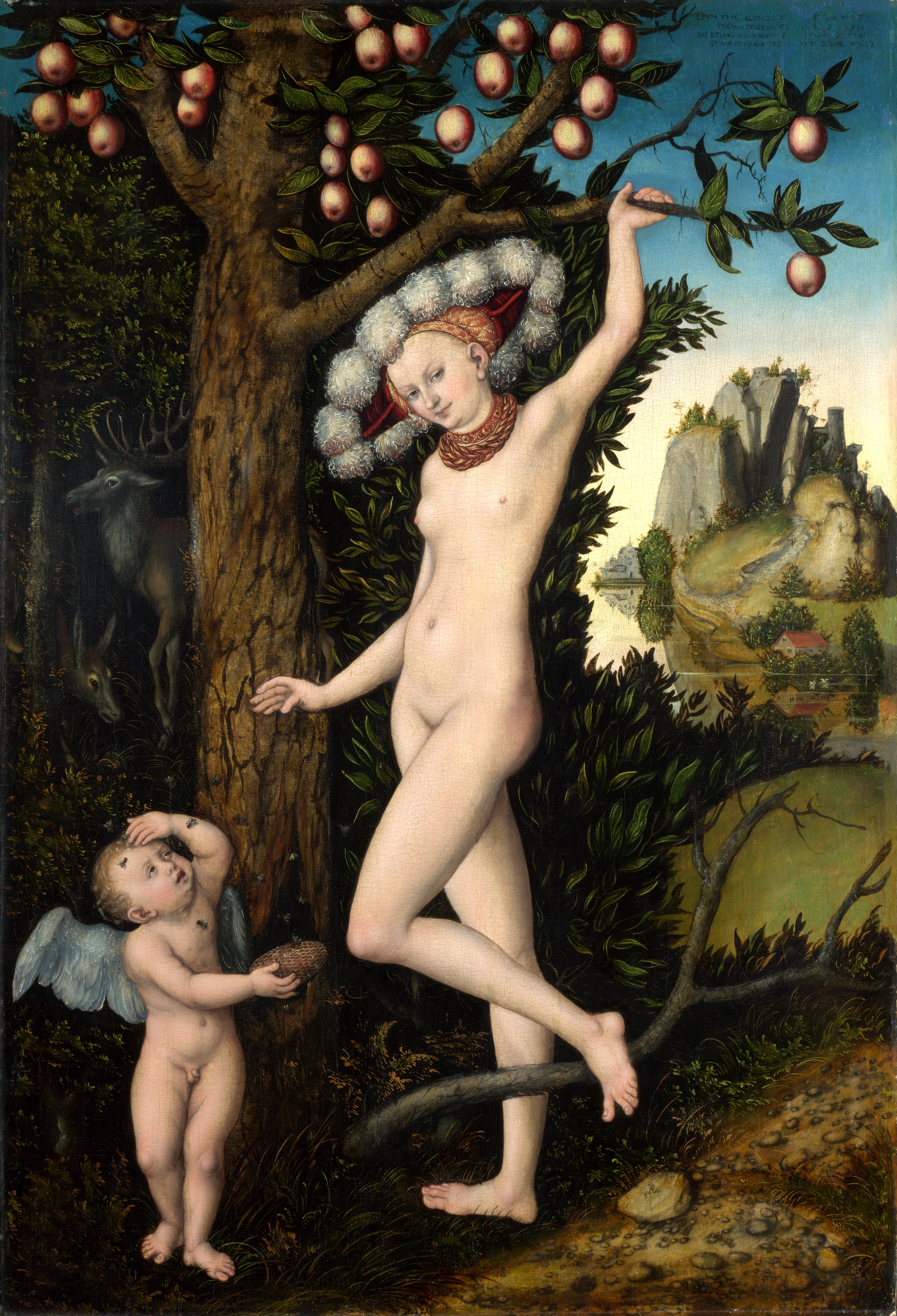
1909: Venus mit Amor als Honigdieb (London)
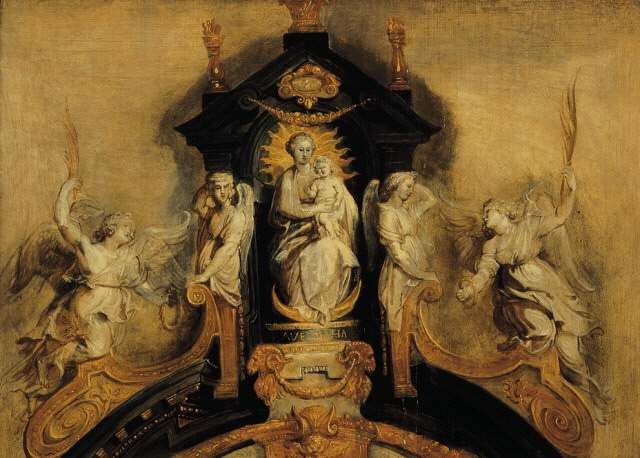
1910: Peter Paul Rubens
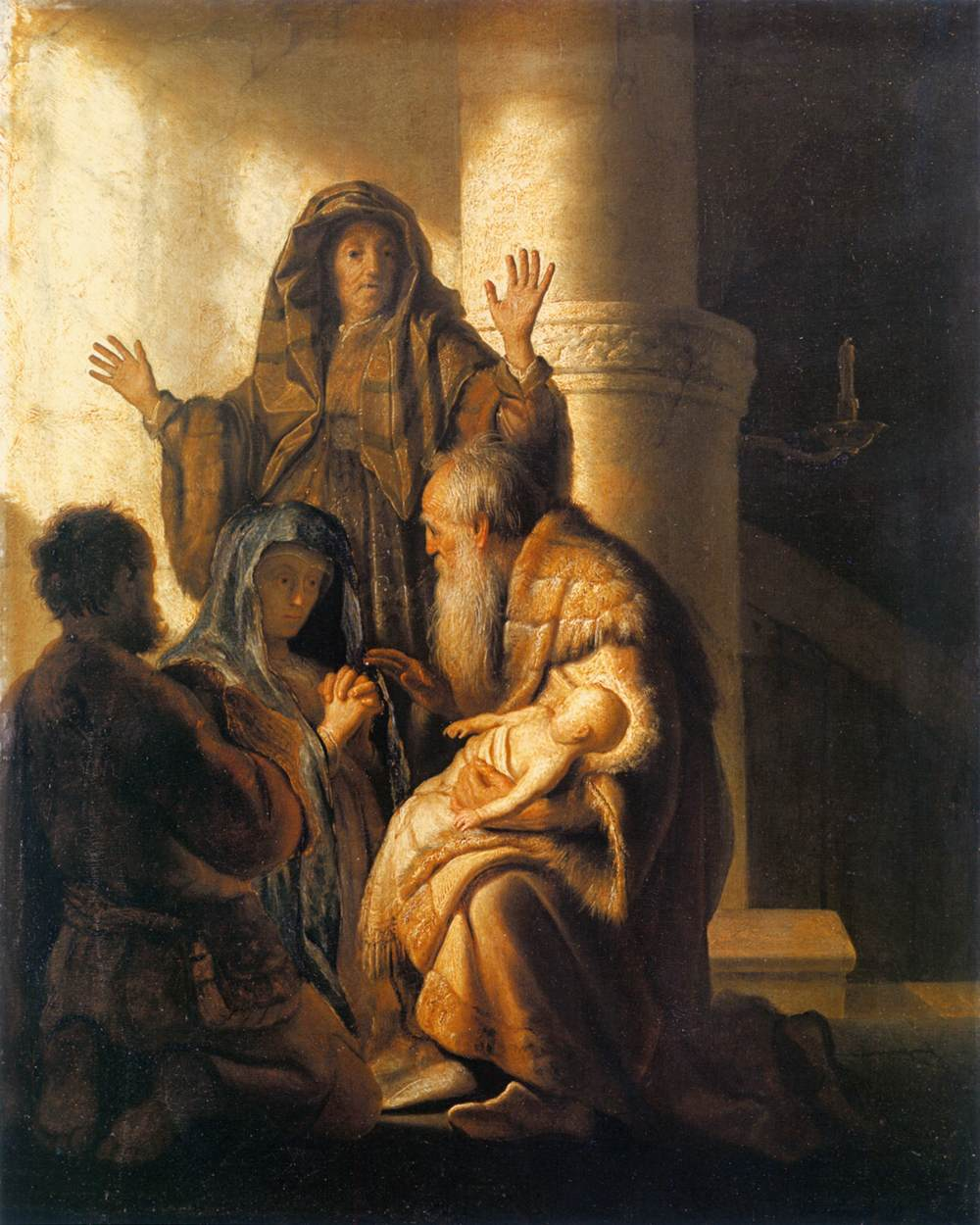
1912: Rembrandt: Simeon im Tempel (Hamburger Kunsthalle)
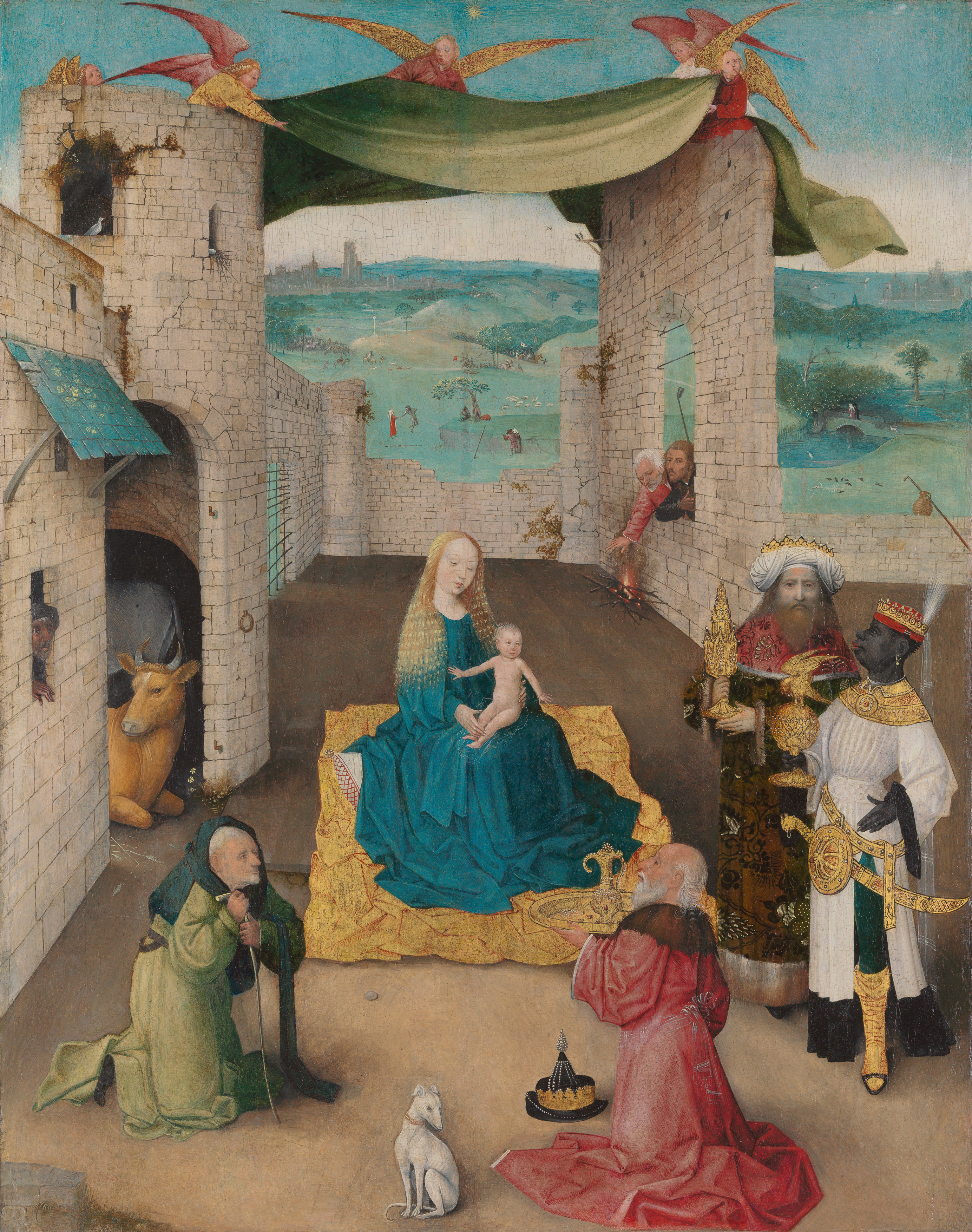
1912: Hieronymus Bosch: Adoration of the Magi (Metropolitan Museum of Art)

1912 konnte ein großzügiger fünfstöckiger Neubau in der Potsdamer Straße 122a/b bezogen werden. Die Pläne stammten von Adolf Wollenberg, der bei diesem Projekt mit Wilhelm Bröker zusammenarbeitete. Bröker übernahm die technische Leitung, während sich Wollenberg um die künstlerische Gestaltung kümmerte. Das um zwei große Innenhöfe gruppierte Gebäude enthielt neben Verwaltung- und Ausstellungsräumen einen großen Saal für die Auktionen. Die Zeitschrift Deutsche Kunst und Dekoration schrieb in einem Kommentar:

„Es handelt sich hierbei nicht nur um einen Neubau, vielmehr um ein Symptom: Berlin ist internationaler Kunstmarkt geworden. Der stolze Palast, den Lepke sich baute, ist ein nachträgliches Denkmal für den Erfolg der Auktion Lanna, ist zugleich ein Hinweis auf kommende Ereignisse von der Art der Auktion Weber, mit der das neue Haus eingeweiht wurde.“

Fassade zur Potsdamer Straße
Eingang im ersten Hof
Großer Gemäldesaal im 3. Obergeschoss

Im Ersten Weltkrieg verlor das Haus seine Führungsrolle am Berliner Markt an Paul Cassirer und Hugo Helbing.
Im Zuge der Verstaatlichung der Königlichen Sammlungen Dresden kam es in der unmittelbaren Nachkriegszeit zu zwei spektakulären Auktionen durch Lepke: am 7. und 8. Oktober 1919 in Berlin (Katalog 1835: Porzellane und Waffen aus den Kgl. Sächsischen Sammlungen in Dresden) und vom 12. bis zum 14. Oktober 1920 in Dresden (Katalog 1854: Porzellan: Meissen – China – Japan, Elfenbeinskulpturen, Gemälde und Waffen aus den Sächsischen Staatssammlungen – Johanneum – Grünes Gewölbe – Gemäldegalerie in Dresden).

### DieRussenauktionen
Rudolph Lepke’s Kunst-Auctions-Haus war in den 1920er Jahren der wichtigste westliche Partner der sowjetischen Regierung beim Verkauf von Kunstgegenständen gegen Devisen.  Seit 1923 konnte das Unternehmen direkt vor Ort in Petrograd, später Leningrad durch eigene Experten Ware auswählen – drei Jahre lang sogar ohne Konkurrenz. Die sowjetische Regierung diversifizierte und verstärkte die Verkäufe mit verschiedenen Partnern und auch direkt im Rahmen ihres ersten Fünfjahresplans ab 1928, was zu Lepkes berühmt-berüchtigten und von der Presse so genannten Russenauktionen führte.
Anfang 1928 kam Hans Carl Krüger nach Leningrad, um Ware für die Jubiläumsauktion im Herbst auszuwählen, die dann im Juni über Stettin nach Berlin verschifft wurde. Zum 60. Jahrestag der Firmengründung organisierte das Haus eine für zwei Tage (6. und 7. November) anberaumte Auktion sowjetischer Kunst und Antiquitäten im Auftrag der Handelsvertretung der Sowjetunion in Deutschland. Dazu brachte das Auktionshaus seinen 2000. Katalog heraus, der von Wilhelm von Bode und Otto von Falke verfasst wurde. Der Katalog Kunstwerke aus den Beständen Leningrader Museen und Schlösser: Ermitage, Palais Michailoff, Gatschina u. a. verzeichnet insgesamt 447 Arbeiten, vornehmlich des 18. Jahrhunderts. Darunter war wenig genuin Russisches, sondern vor allem französische und deutsche Möbel, Gobelins, Golddosen, Goldbronzen und Gemälde. Die Auktion fand im Großen Saal des Brüdervereinshaus in der Kurfürstenstraße 115/116 (später Sitz des Eichmannreferats; 1961 abgerissen) statt.
Im Vorfeld gab es eine Reihe von Klagen russischer Emigranten in Berlin und London, die ihr (ehemaliges) Eigentum erkannt hatten. Sie führten zwar zur zeitweiligen Konfiszierung einzelner Lose, wurden aber alle zurückgewiesen. Dabei gab im angelsächsischen Rechtsraum die Act-of-State-Doktrin den Ausschlag; aber auch die deutschen Gerichte lehnten die Einmischung ab und wiesen die Sammelklagen unter Hinweis auf die sowjetischen Enteignungsdekrete ab.
Zu den Spitzenstücken der legendären Auktion zählten Möbelstücke von David Roentgen. Das Kreismuseum in Neuwied erwarb die Apollo-Uhr von Roentgen und Peter Kinzing aus der Sammlung von Iwan Iwanowitsch Schuwalow.
Das Spitzenlos bei den Gemälden war eine Madonna mit Kind von Cima da Conegliano mit einem Zuschlag bei 55.000 Reichsmark. Der Gesamterlös von über 2 Millionen RM überstieg deutlich die Schätzung von 1,7 Millionen RM.
Der zweite Teil der Auktion fand am 4. und 5. Juni 1929 statt (Katalog 2013). Diese Auktion war bei weitem nicht so erfolgreich; es machte sich ein erster Preisverfall bemerkbar, der sich durch die Weltwirtschaftskrise noch verstärkte.
Am 12. und 13. Mai 1931 fand die dritte der Auktionen statt (Katalog 2043: Sammlung Stroganoff, Leningrad: im Auftrag der Handelsvertretung der Union der Sozialistischen Sowjet-Republiken.) Das Museum im Stroganow-Palais wurde 1929 aufgelöst und Teile der Sammlung hier versteigert, vermischt mit Stücken anderer Provenienz, die nicht immer deutlich gemacht wurde. Ein Roentgen-Schreibtisch aus der Auktion ist seit 1975 Teil der Sammlung des Bayerischen Nationalmuseums in München.
Mehrere Lose wurden später Gegenstand von Restitutionsforderungen: Die Lose Portrait of Antoine Triest, Bishop of Ghent (Triest Portrait) von Anthony van Dyck und eine Diderot-Büste von Houdon (Los 225, heute Metropolitan Museum of Art in New York) waren Gegenstand des Verfahrens Stroganoff-Scherbatoff vs. Weldon. Für Peter Paul Rubens’ Allegorie der Ewigkeit einigte sich das San Diego Museum of Art mit neun Erben von Jakob and Rosa Oppenheimer, Inhabern der Berliner Galerie van Diemen, in deren Besitz sich das Gemälde von 1932 bis 1935 befand. Das ebenfalls mit der Sammlung Stroganoff versteigerte Doppelgemälde Adam und Eva von Lucas Cranach d. Ä., ersteigert von Jacques Goudstikker und seit 1971 im Besitz des Norton Simon Museums, ist Gegenstand eines komplizierten, viel beachteten Restitutionsverfahrens in den USA, das vorerst 2016 mit einer Entscheidung zugunsten des Museums seinen Abschluss fand.

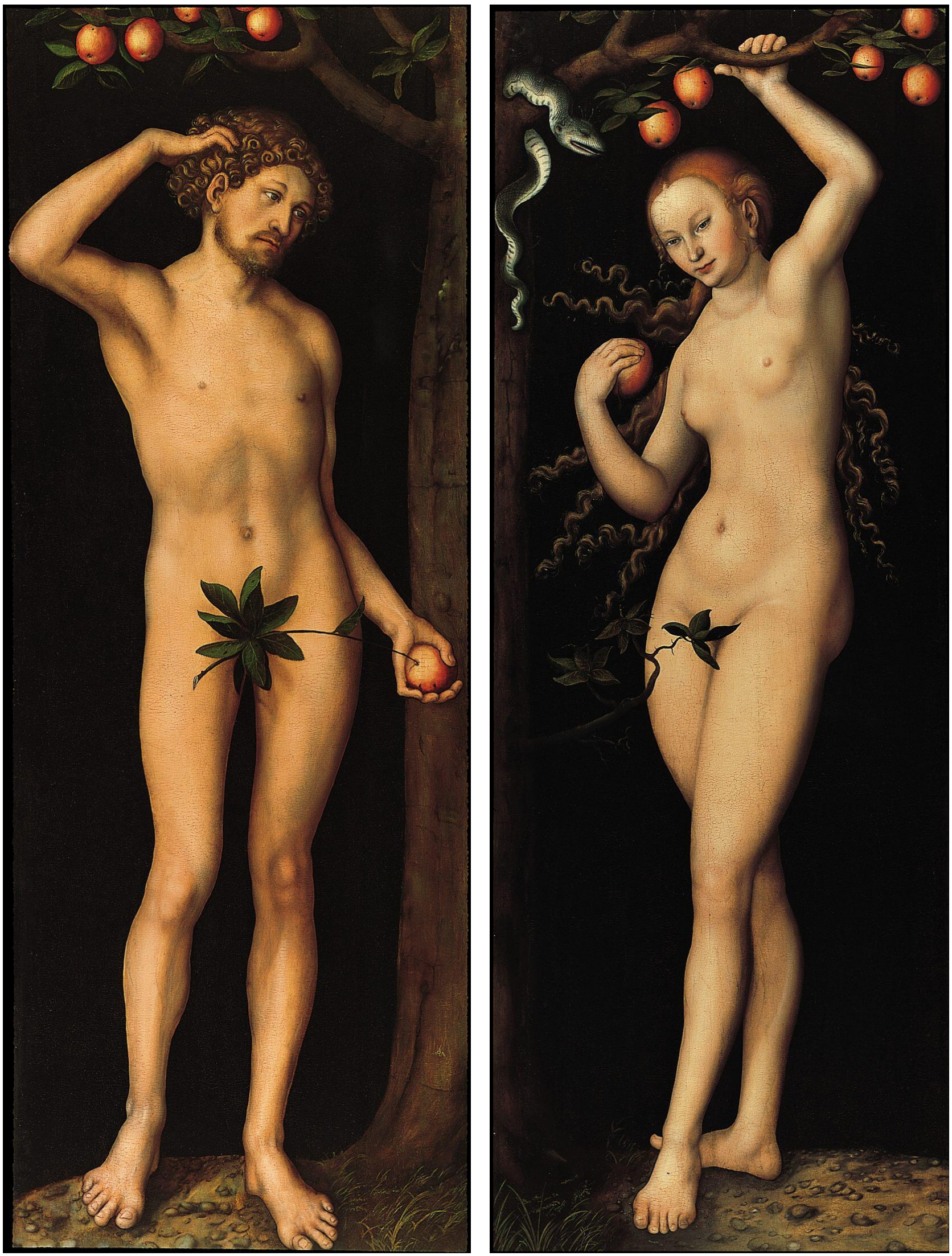
Lucas Cranach d. Ä.: Adam und Eva (Los 44/45)
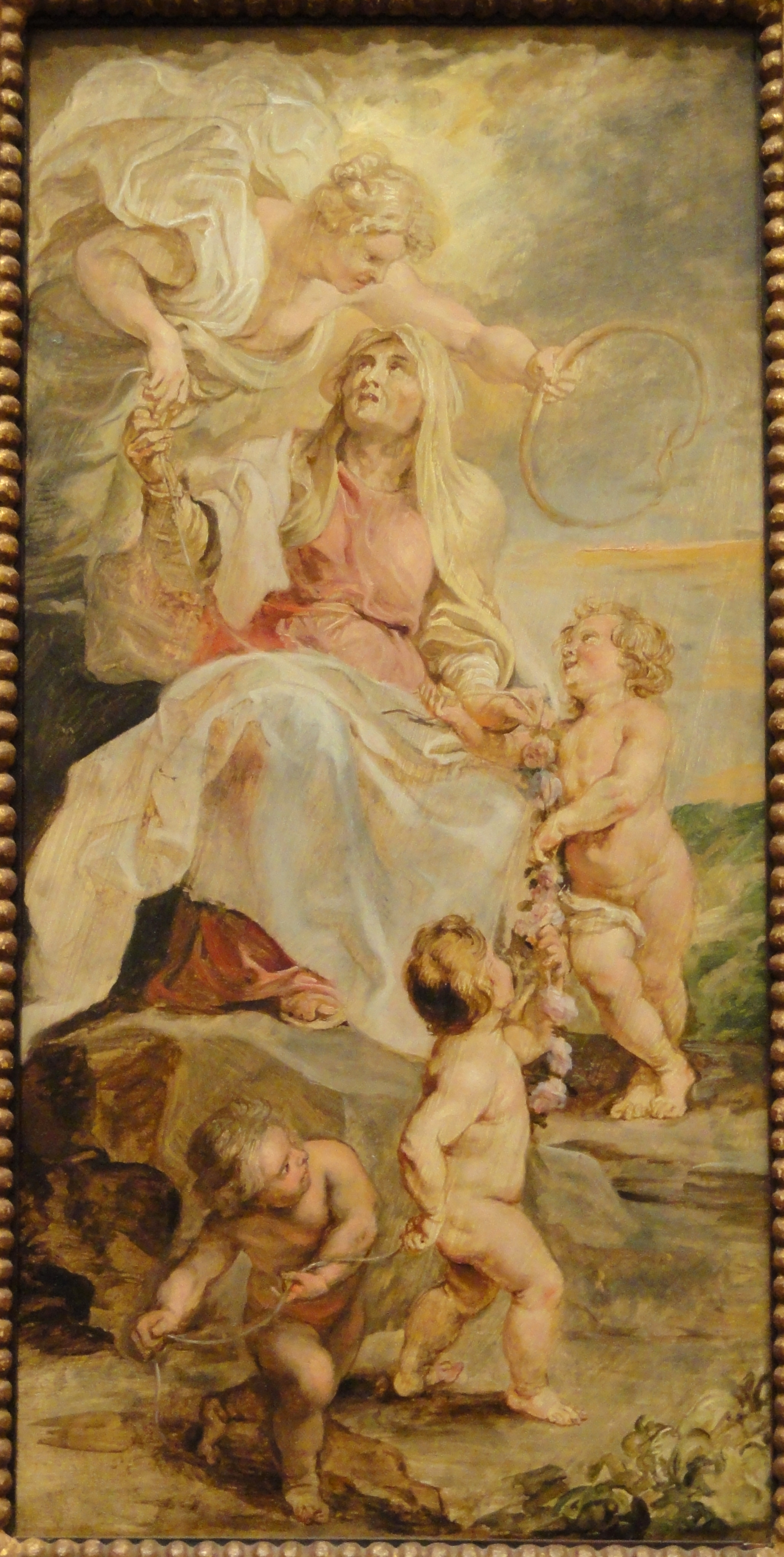
Peter Paul Rubens: Allegorie der Ewigkeit (Los 73 als Der Rosenkranz)
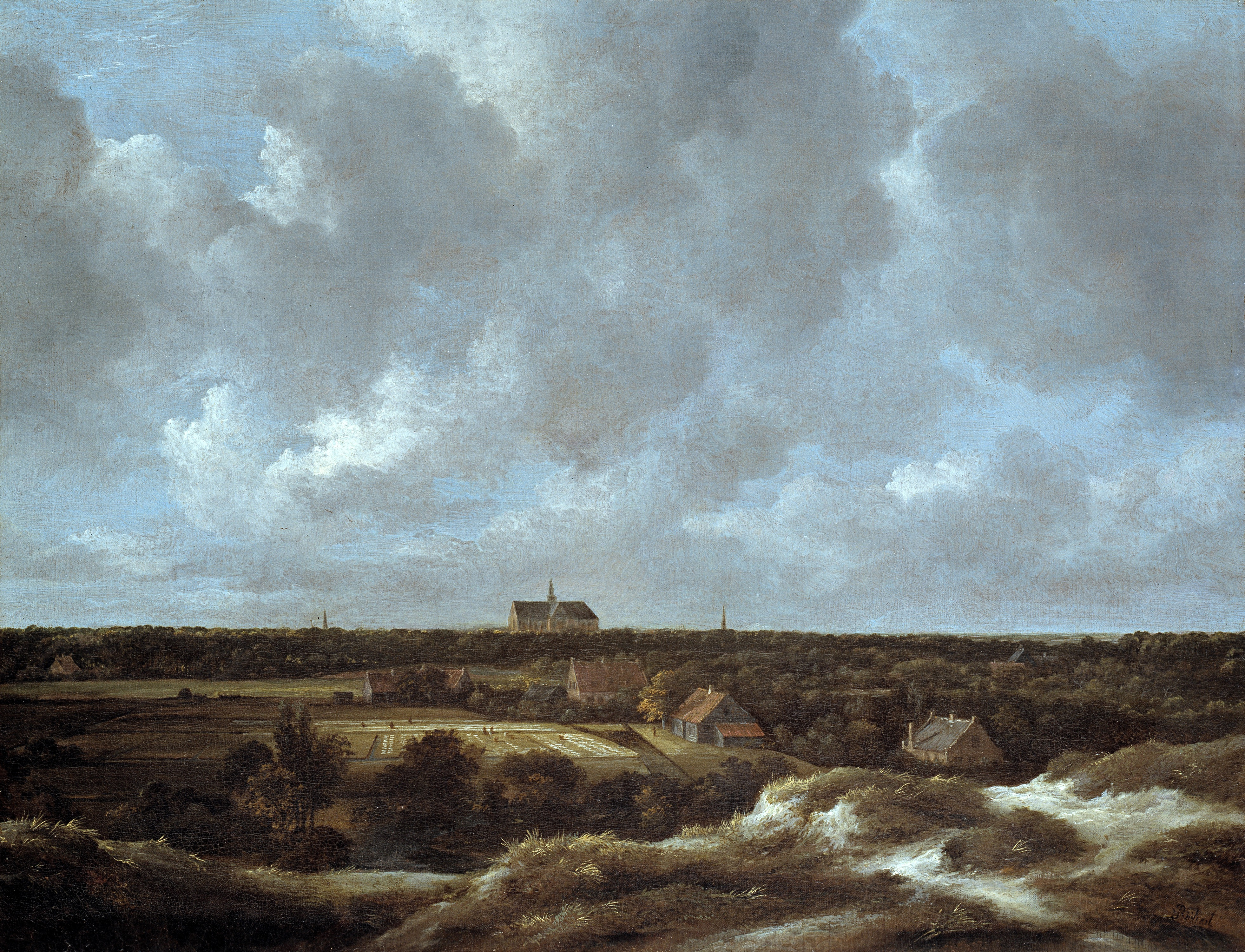
Jacob van Ruisdael: A View of Haarlem and Bleaching Fields (Los 74)
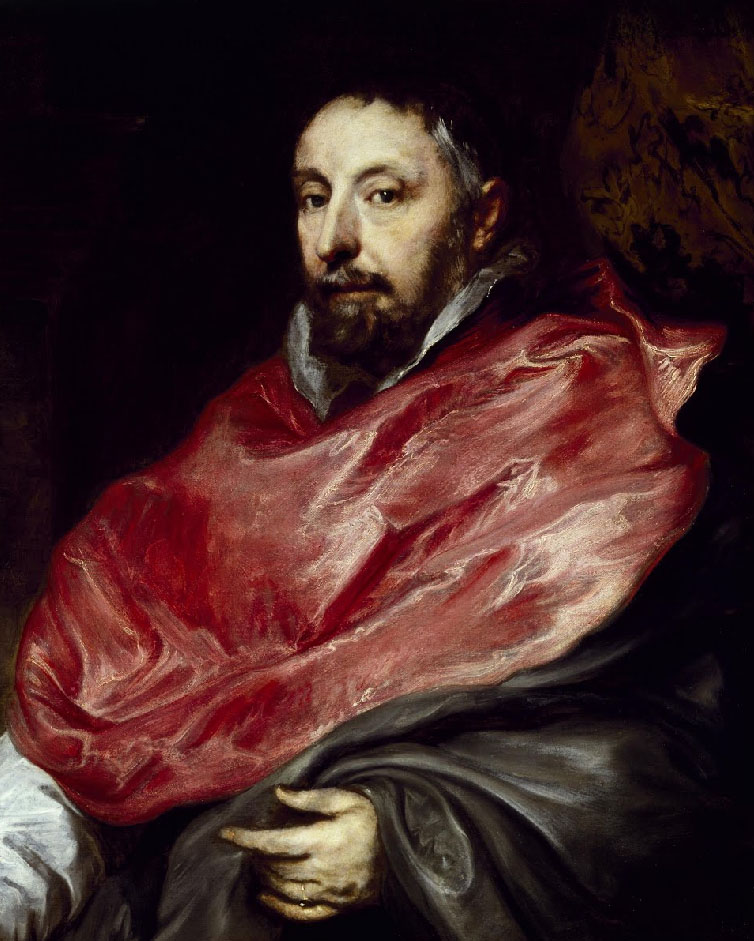
van Dyck: Portrait of Antoine Triest, Bishop of Ghent (Los 80)

### Arisierung und Ende
Zum 31. Dezember 1935 wurde das Auktionshaus vom Mitgesellschafter Hans Carl Krüger durch Übernahme der Anteile der Gebrüder Wolffenberg „arisiert“. Das Auktionshaus beteiligte sich ab 1936 auch an der Verwertung der beweglichen Vermögenswerte jüdischer Bürger und wurde bis Ende 1938 betrieben. Die letzte Auktion fand im November 1938 statt. Die Gebrüder Wolffenberg entkamen dem Holocaust und sind ab 1939 in Akten des Schweizerischen Bundesarchivs erfasst. Adolf Wolffenberg findet sich auf den Ausbürgerungslisten, die im Reichsanzeiger veröffentlicht wurden. In der Datenbank Lost Art der Koordinierungsstelle für Kulturgutverluste sind im Zusammenhang mit der Erfassung von Ansprüchen aus Einlieferungen bei Lepke in der Datenbank Kunst- und Kulturgutauktionen 1933–1945 auch die Einlieferungen von Gustav Wolffenberg mit aufgeführt. Laut einer Nachricht in der Weltkunst vom 7. Mai 1939 zog das Auktionshaus wegen Räumung des Tiergartenviertels für die neue nationalsozialistische Städteplanung an das Großadmiral-von-Koester-Ufer 61. Krüger war weiter als Kunsthändler tätig, führte jedoch keine Versteigerungen mehr durch.

## Rechtliche Behandlung
Vermerke und Hinweise auf Versteigerungen durch das Auktionshaus indizieren mit Beginn der Gleichschaltung des Kunsthandels durch die Nationalsozialisten heute die Einstufung als Fluchtgut und werfen hinsichtlich der Provenienz solcher Kunstwerke Rechtsfragen hinsichtlich des rechtmäßigen Eigentumserwerbs auf. Im Zweifel war das Rechtsgeschäft sittenwidrig und damit nichtig, so dass kein Übergang des Eigentums auf den Ersteigerer stattgefunden hat.

### Restitutionen

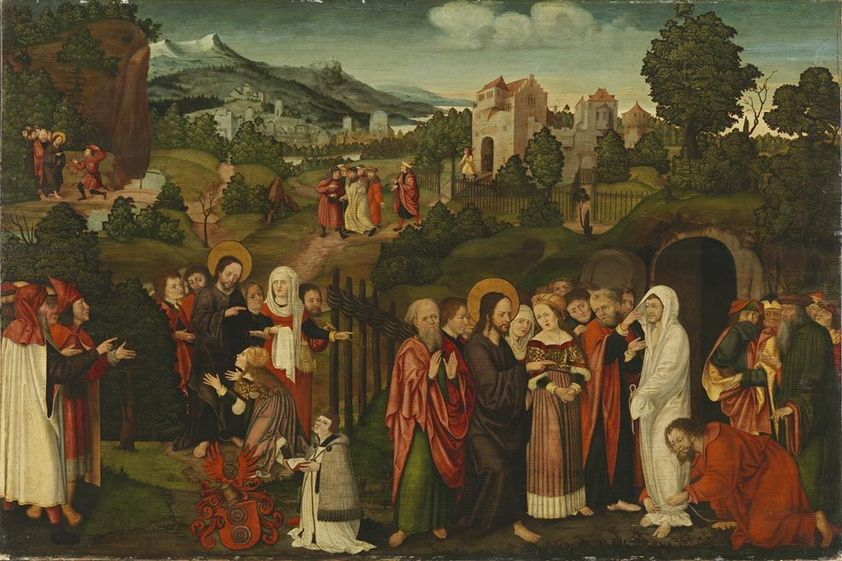
Auferweckung des Lazarus

2017 erreichten die Erben nach James von Bleichröder eine Restitutions-Einigung mit den Bayerischen Staatsgemäldesammlungen. Als Teil der Sammlung von Bleichröder war 1938 im Auktionshaus Rudolph Lepke das Bild Auferweckung des Lazarus versteigert worden. Es kam über die Kunsthandlung Julius Böhler in München in die Kunstsammlung von Hermann Göring und 1961 als Überweisung aus Staatsbesitz in die Bayerische Staatsgemäldesammlungen. Nachdem die Erben die Restitution forderten, kam es 2017 zur Einigung über die Restitution und den Ankauf des Gemäldes.